# 景祐
景祐（1034年—1038年十一月）是宋仁宗趙禎的第三個年号，北宋使用该年号共计5年。

## 年號含義
“景”的意思是“大”，“祐”為“神仙保佑”。景祐便指神仙保佑君王基業。

## 改元
- 明道二年——十二月二十四日，有詔明年改元景祐。[2][3][4]
- 景祐五年——十一月十八日，有詔改元寶元。[5][6][7]

## 紀年對照表
| 景祐 | 元年   | 二年   | 三年   | 四年   | 五年   |
| ---- | ------ | ------ | ------ | ------ | ------ |
| 公元 | 1034年 | 1035年 | 1036年 | 1037年 | 1038年 |
| 干支 | 甲戌   | 乙亥   | 丙子   | 丁丑   | 戊寅   |

## 同期存在的其他政權之紀年
- 中國
  - 重熙（1032年－1055年）：契丹—遼興宗耶律宗真之年號
  - 顯道（1032年－1034年）：西夏—景宗李元昊之年號
  - 開運（1034年）：西夏—夏景宗李元昊之年號
  - 廣運（1034年－1036年）：西夏—夏景宗李元昊之年號
  - 大慶（1036年－1038年）：西夏—夏景宗李元昊之年號
  - 天授禮法延祚（1038年－1048年十）：西夏—夏景宗李元昊之年號
  - 正治（1027年－1041年）：大理—段素真之年號
- 越南
  - 天成（1028年至1034年）：李朝—李佛瑪之年號
  - 通瑞（1034年至1039年）：李朝—李佛瑪之年號
- 日本
  - 長元（1028年－1037年）：後一條天皇與後朱雀天皇之年号
  - 長曆（1037年－1040年）：後朱雀天皇之年号

## 参看
- 中国年号索引

## 深入閱讀
- 李崇智. . 北京: 中華書局. 2004年12月. ISBN 7101025129.
- 鄧洪波. . 臺北: 國立臺灣大學東亞經典與文化研究計劃. 2005年3月  [2021-11-17]. ISBN 9789860005189. （原始内容 (pdf)存档于2007-08-25）.

| 前一年號： 明道 | 北宋年号 | 下一年號： 宝元 |